# I. Mária burgundi hercegnő
Burgundi Mária (franciául: Marie de Bourgogne, hollandul: Maria van Bourgondië, ismert még történelmi ragadványnevén, mint Gazdag Mária; Brüsszel, Brabant, Burgundi Németalföld, 1457. február 13. – Brugge, Flandria, Burgundi Németalföld, 1482. március 27.), Merész Károly egyetlen gyermekeként és örököseként Burgundia hercegnője 1477-től 1482-ben bekövetkezett korai haláláig.
Merész Károly burgindi herceg és Isabelle de Bourbon egyetlen leányaként lett mindössze tizenkilenc esztendős korában a Burgundi Németalföld uralkodója, miután apja 1477. január 5-én a nancyi csatában életét vesztette. A burgundi címek mellett viselte a Brabant, Limburg és Luxemburg hercegnője, a Namur őrgrófnője, valamint a Hainaut és Holland grófnője titulusokat is. Hogy megakadályozza XI. Lajos francia király területszerzési törekvéseit, házasságra lépett III. Frigyes német-római császár fiával, Miksa főherceggel, akitől két gyermeke született.
Házassága jelentős változást hozott Németalföldre és az egész európai történelemre nézve: a térség évszázadokra a Habsburg-ház uralma alá került, egyúttal ütközőzónává vált a Francia Királyság és a Szent Római Birodalom között. Mária mindössze huszonöt esztendős korában életét vesztette egy vadászat során a lováról leesett sérülései következtében. Halála után férjét 1508-ban német-római császárrá választották, míg fia lett a későbbi I. Fülöp kasztíliai király, leánya pedig Margit savoyai hercegné. Mária halálával kihalt a Valois–Burgundi-ház főága.

## Élete
I. (Merész) Károly burgundi herceg és második felesége, Bourbon Izabella hercegnő lánya. Mária csupán nyolcesztendős, mikor édesanyja 1465. szeptember 25-én 29 éves korában Antwerpenben meghalt. Mária már gyermekként részt vett vadászatokon, ahová apját kísérte el, azon kívül kiválóan lovagolt, és az íjászathoz, solymászathoz is remekül értett. Apja 1468. július 9-én ismét megnősült, és Brüsszelben feleségül vette a 22 esztendős Yorki Margitot, Plantagenet Richárd yorki herceg és Neville Cecília leányát, IV. Edward és III. Richárd angol királyok testvérét, aki édes mostohaként bánt nevelt leányával, Máriával. III. Frigyes német-római császár és Merész Károly tárgyalásainak eredményeképpen 1473. szeptember 30-án Trierben találkozott személyesen a két uralkodó, ahova III. Frigyest elkísérte 14 éves fia, Miksa főherceg is, és megegyeztek előzetesen gyermekeik jövőbeni házasságáról. Miksa számára örök élmény volt találkozni leendő apósával, aki rideg apjával ellentétben kedvesen bánt a kamaszodó főherceggel, még egy beszélő papagájt is mutatott neki. Mária nem jelent meg ezen a találkozón, aki leendő férjénél két évvel volt idősebb, így csak a házasságkötésükkor ismerhették meg egymást. Apja váratlan halála, aki a svájciakkal vívott csatában esett el 1477-ben, döntő fordulatot hozott az ifjú hercegnő életében. Burgundia és a németalföldi tartományok örököseként a francia király, XI. Lajos a fia számára kérte feleségül és szándéka nyomatékosításaként katonai erővel akarta kierőszakolni a lánykérést. Vőlegényének, Miksa főhercegnek lóhalálában kellett menyasszonya segítségére sietni, hogy nehogy megelőzzék a franciák, melyhez anyagilag a mindig fukar apjával szemben a leendő anyós, Yorki Margit járult hozzá bőkezűen. Az eredmény Mária és Miksa házassága lett 1477. augusztus 19-én Gentben. A franciákat sikerült kiverni a Német-római Birodalomhoz tartozó tartományokból, de a francia hűbéres területek, így a Burgundi Hercegség is elvesztek, és csak névlegesen viselte a Burgundia hercegnője címet, amely ezután a Németalföldi tartományok szinonímiájává vált. Máriát fogadták el egyedül uralkodónak a németalföldi tartományok, férjét, Miksát csak nagy nehézségek árán ismerték el társuralkodónak Mária élettartamára. A rövidre szabott házasságuk ennek ellenére sikeresnek és boldognak bizonyult, melyből három gyermek született.
1482-ben egy vadászat során a várandós hercegnő leesett a lováról, súlyos sérüléseket szenvedett, de szemérme miatt nem merte megmutatni sérüléseit az orvosának, így nagy kínok között pár hét múlva meghalt. Bruggében temették el.

## Gyermekei
- Férjétől, Habsburg Miksa (1459–1519) ausztriai főherceg, későbbi német-római császár, 3 gyermek:
  - Fülöp (1478–1506) ausztriai főherceg a születése jogán, anyja örököseként Burgundia hercege (Németalföld uralkodója), házassága révén Kasztília királya, felesége II. (Őrült) Johanna (1479–1555) kasztíliai és aragón királynő, I. Izabella kasztíliai királynő és II. Ferdinánd aragóniai király lánya, 6 gyermek, többek között:
    - Habsburg Eleonóra (1498–1558), 1. férje I. Mánuel portugál király, 2 gyermek, 2. férje I. Ferenc francia király, nem születtek újabb gyermekei
    - Habsburg Károly (1500–1558), I. Károly néven kasztíliai és aragón király és osztrák főherceg, V. Károly néven német-római császár, felesége Izabella (1503–1539) portugál infánsnő, I. Mánuel portugál király és Aragóniai Mária kasztíliai infánsnő lánya, 3 gyermek+2 házasságon kívüli
    - Habsburg Izabella (1501–1526), férje II. Keresztély dán, norvég és svéd király, hat gyermek
    - Habsburg Ferdinánd (1503–1564) I. Ferdinánd néven magyar és cseh király, osztrák főherceg, német-római császár, felesége Jagelló Anna (1503–1547), II. Ulászló magyar király és Candale-i Anna lánya, 15 gyermek
    - Habsburg Mária (1505–1558) ausztriai főhercegnő és burgundi hercegnő a születése jogán, a németalföldi tartományok kormányzója, férje II. Lajos (1506–1526) magyar és cseh király, II. Ulászló magyar király és Candale-i Anna fia, nem születtek gyermekei
    - Habsburg Katalin (1507–1578), férje III. János portugál király, 9 gyermek

  - Margit (1480–1530) ausztriai főhercegnő és burgundi hercegnő a születése jogán, a németalföldi tartományok kormányzója, 1. férje VIII. Károly (1470–1498) francia király (csak papíron),[3] felbontották, gyermekei nem születtek, 2. férje Aragóniai János (1478–1497), kasztíliai és aragón trónörökös, I. Izabella kasztíliai királynő és II. Ferdinánd aragóniai király fia, egy halva született gyermek, 3. férje II. Filibert (1480–1504) savoyai herceg, Ciprus, Jeruzsálem és Örményország címzetes királya, nem születtek újabb gyermekei, 1 gyermek a 2. házasságából:
    - (2. házasságából): Aragóniai N. (Alcalá de Henares, 1497. december – Alcalá de Henares, 1497. december)

  - Ferenc (1481. szeptember 2/10. – 1481. december 26.)

## Külső hivatkozások
- Foundation for Medieval Genealogy/Burgundy Dukes – 2014. május 13.
- Genealogie Mittelalter/Maria Herzogin von Burgund – 2014. május 13.
- Euweb/Capet/Bourgogne – 2014. május 13.

| Előző uralkodó: I. (Merész) Károly | Alsó-Lotaringia hercege 1477 – 1482 | Következő uralkodó: III. (Szép) Fülöp |

| Előző uralkodó: I. (Merész) Károly | Brabant hercege 1477 – 1482 | Következő uralkodó: III. (Szép) Fülöp |

| Előző uralkodó: I. (Merész) Károly | Flandria grófja 1477-1482 | Következő uralkodó: IV. (Szép) Fülöp |

| Előző I. (Merész) Károly | Limburg hercegnője 1477 – 1482 | Következő III. (Szép) Fülöp |

| Előző I. (Merész) Károly | Luxemburg hercege 1477 – 1482 | Következő II. (Szép) Fülöp |

| Elődje: I. (Merész) Károly | Hainaut-i gróf 1477 – 1482 | Utódja: II. (Szép) Fülöp |

| Előző uralkodó: I. (Merész) Károly | Holland grófja 1477 – 1482 | Következő uralkodó: II. (Szép) Fülöp |